# ジケトピロロピロール

右の化合物がジケトピロロピロール

ジケトピロロピロール (diketo-pyrrolo-pyrrole, diketo pyrrolo pyrrole, diketopyrrolopyrrole) は、有機化合物。ここに掲げた構造の一部を置換した化合物が、対称発色団を持つ複素環顔料として使用されている。特に応用分野では、主に、純然たるジケトピロロピロール以外のジケトピロロピロール顔料をジケトピロロピロールと総称する。

## ジケトピロロピロール顔料
1980年代初頭に開発された橙色から赤色を呈する顔料である。
粒子径を制御することにより透明性を操作することが出来る。粒子径が小さいものは青味が強く、透明性は比較的高いがそれでもやや不透明である。Colour IndexにはPigment Red 254、Pigment Red 255、Pigment Red 264、Pigment Orange 71、Pigment Orange 73等が記載されている。これらはいずれも鮮明で堅牢である。Pigment Red 254やPigment Red 255はピロールレッドやパイロールレッドの名前で絵具に使われている。
キナクリドンとの混晶も研究されており、市場に流通している。キナクリドン-ピロールは手近な所では絵具として入手できる。Pigment Red 254やPigment Red 255の色相は実用的なRGBのRにも似た黄味赤である。Pigment Red 254は赤のカラーフィルターによく採用される。以前よく採用されていたPigment Red 177よりもこの用途には適する。このとき補助的に用いられるのはPigment Orange 71やPigment Yellow 139などのより黄味の顔料である。Pigment Red 255はPigment Red 254より相当黄味が強くやや彩度が低い。